# Xesús Ferro Ruibal
Xesús Ferro Ruibal (né à Moraña en 1944)  est un théologien, latiniste et écrivain galicien.
Il est membre de la RAG et aida à traduire la Bible en galicien. Il travaille maintenant pour un projet du Centro Ramón Piñeiro para a Investigación en Humanidades, où il fait ses publications. 

## Œuvres
- Dido e Eneas. Xénese, nacemento e vida de dous personaxes polémicos da Eneida, 1983
- Refraneiro galego básico, 1987
- A Igrexa e a lingua galega, 1988
- Diccionario dos nomes galegos, 1992
- Xosé Chao Rego: renacer galego. (Actas do Simposio-Homenaxe), Fundación Bautista Álvarez de Estudos Nacionalistas, 2010.
- O libro da vaca. Monografía etnolingüística do gando vacún, Centro Ramón Piñeiro para a Investigación en Humanidades, 2010,  (ISBN 978-84-453-4948-9) (avec Pedro Benavente Jareño) [1]

## Liens
Cadernos de Fraseoloxía